# Ricardo Lagos Puyén
Ricardo César Lagos Puyén (Trujillo, 20 de abril de 1996), conocido deportivamente como Richy Lagos, es un futbolista peruano que juega como lateral izquierdo y su equipo actual es el Alianza Lima de la Liga 1 del Perú.

## Trayectoria
En 2012 Lagos jugó en su tierra, en el distrito de Salaverry, por el Municipal. Luego vistió en el 2013 y 2014 los colores de Unión Chiquitoy en la Primera División de la Liga Distrital de Fútbol de Santiago de Cao. En este club consiguió un título distrital.

### Universidad César Vallejo
Sus buenas actuaciones lo llevaron a la Universidad César Vallejo en el 2015. Lagos debutó profesionalmente el 23 de abril de 2017 con la camiseta de la Universidad César Vallejo, en el empate 1-1 ante Sport Victoria por la Segunda División Peruana 2017. En su temporada debut en el fútbol profesional acumuló 20 partidos, siendo elegido como mejor lateral izquierdo del torneo tras aparecer en el equipo ideal según la ADFP.

### Carlos A. Mannucci
En la siguiente temporada Lagos continuó en Trujillo pero con otro club pues el 31 de enero de 2018 fue anunciado como nuevo futbolista del Carlos A. Mannucci. Debutó con el club el 8 de abril en el arranque del torneo de segunda división jugando como titular en el empate 1-1 ante Unión Huaral. Afianzado desde el inicio de temporada como lateral izquierdo titular del equipo, anotó el primer tanto de su carrera el 15 de julio en la derrota por 3-2 ante su antiguo equipo, César Vallejo. Carlos A. Mannucci salió subcampeón de la Segunda División Peruana 2018 con Lagos anotando 5 goles y dando 3 asistencias en 26 juegos con los carlistas. En el Cuadrangular de ascenso 2018, Lagos entró en la historia de Carlos A. Mannucci al convertir el gol de la victoria sobre Cienciano por 1 a 0, que significó el retorno del club a primera división luego de 25 años.
En la Liga 1 2019, disputó el puesto de lateral con Kevin Moreno, jugando también de volante por la banda. Contribuyó con 5 goles y 2 asistencias en 28 partidos.

## Estadísticas

### Clubes
Actualizado al último partido disputado el 10 de abril de 2025.
| Club | Div.          | Temporada     | Liga  | Liga  | Liga   | Copas nacionales(1) | Copas nacionales(1) | Copas nacionales(1) | Copas internacionales(2) | Copas internacionales(2) | Copas internacionales(2) | Total | Total | Total  | Media goleadora(3) |
| Club | Div.          | Temporada     | Part. | Goles | Asist. | Part.               | Goles               | Asist.              | Part.                    | Goles                    | Asist.                   | Part. | Goles | Asist. | Media goleadora(3) |
| --- | ------------- | ------------- | ----- | ----- | ------ | ------------------- | ------------------- | ------------------- | ------------------------ | ------------------------ | ------------------------ | ----- | ----- | ------ | ------------------ |
| Universidad César Vallejo · Perú | 2.ª           | 2017          | 20    | 0     | 4      | -                   | -                   | -                   | -                        | -                        | -                        | 20    | 0     | 4      | 0                  |
| Universidad César Vallejo · Perú | Total club    | Total club    | 20    | 0     | 4      | -                   | -                   | -                   | -                        | -                        | -                        | 20    | 0     | 4      | 0                  |
| Carlos A. Mannucci · Perú | 2.ª           | 2018          | 29    | 7     | 4      | -                   | -                   | -                   | -                        | -                        | -                        | 29    | 7     | 4      | 0.24               |
| Carlos A. Mannucci · Perú | 1.ª           | 2019          | 25    | 4     | 2      | 3                   | 1                   | 0                   | -                        | -                        | -                        | 28    | 5     | 2      | 0.18               |
| Carlos A. Mannucci · Perú | 1.ª           | 2020          | 27    | 5     | 2      | -                   | -                   | -                   | -                        | -                        | -                        | 27    | 5     | 2      | 0.19               |
| Carlos A. Mannucci · Perú | Total club    | Total club    | 81    | 16    | 8      | 3                   | 1                   | 0                   | -                        | -                        | -                        | 84    | 17    | 8      | 0.2                |
| Alianza Lima · Perú | 1.ª           | 2021          | 27    | 4     | 2      | 1                   | 0                   | 0                   | -                        | -                        | -                        | 28    | 4     | 2      | 0.14               |
| Alianza Lima · Perú | 1.ª           | 2022          | 33    | 1     | 1      | -                   | -                   | -                   | 4                        | 0                        | 0                        | 37    | 1     | 1      | 0.03               |
| Alianza Lima · Perú | 1.ª           | 2023          | 34    | 1     | 3      | -                   | -                   | -                   | 6                        | 0                        | 0                        | 40    | 1     | 3      | 0.03               |
| Alianza Lima · Perú | 1.ª           | 2024          | 11    | 0     | 0      | -                   | -                   | -                   | 1                        | 0                        | 1                        | 12    | 0     | 1      | 0                  |
| Alianza Lima · Perú | 1.ª           | 2025          | 7     | 1     | 0      | -                   | -                   | -                   | 5                        | 0                        | 0                        | 12    | 1     | 0      | 0.08               |
| Alianza Lima · Perú | Total club    | Total club    | 112   | 7     | 6      | 1                   | 0                   | 0                   | 16                       | 0                        | 1                        | 129   | 7     | 7      | 0.05               |
| Total carrera | Total carrera | Total carrera | 213   | 23    | 18     | 4                   | 1                   | 0                   | 16                       | 0                        | 1                        | 233   | 24    | 19     | 0.1                |
| (1) Incluye datos del Cuadrangular de Ascenso (2018) y de la Copa Bicentenario (2019, 2021). (2) Incluye datos de la Copa Libertadores de América (2022, 2023). (3) Promedio de goles por partido. No incluye encuentros amistosos. |               |               |       |       |        |                     |                     |                     |                          |                          |                          |       |       |        |                    |

## Palmarés

### Torneos nacionales
| Título | Club         | País | Año  |
| ------ | ------------ | ---- | ---- |
| Liga 1 | Alianza Lima | Perú | 2021 |
| Liga 1 | Alianza Lima | Perú | 2022 |

### Torneos cortos
| Título          | Club         | País | Año  |
| --------------- | ------------ | ---- | ---- |
| Torneo Clausura | Alianza Lima | Perú | 2021 |
| Torneo Clausura | Alianza Lima | Perú | 2022 |
| Torneo Clausura | Alianza Lima | Perú | 2023 |

### Distinciones individuales
| Distinción                                                          | Año  |
| ------------------------------------------------------------------- | ---- |
| Equipo ideal de la Segunda División del Perú del Perú según la ADFP | 2017 |
| Mejor once de la Liga 1 según la SAFAP                              | 2021 |
| Once ideal de la Liga 1                                             | 2021 |